# Elefántcsontpart címere

Elefántcsontpart címere

Elefántcsontpart címere 2001-2011 között

Elefántcsontpart címere egy zöld színű pajzs, amelyen egy ezüst színű elefántfej látható. Ez a Demokratikus Párt jelképéből származik. A pajzs két oldalán egy-egy arany pálmafát helyeztek el, felette az arany felkelő nap tűnik elő, alul arany szalagon az ország neve olvasható.